# Модауталь
Модауталь (нем. Modautal) — община в Германии, в земле Гессен. Подчиняется административному округу Дармштадт. Входит в состав района Дармштадт-Дибург.  Население составляет 4945 человек (на 31 декабря 2010 года). Занимает площадь 31,79 км².